# Fredriksskans (Stadion)
Der Fredriksskans IP ist ein Fußballstadion mit Leichtathletikanlage in der schwedischen Stadt Kalmar. Überregionale Bekanntheit erlangte das Stadion als Heimstätte des Fußballvereins Kalmar FF, der hier hundert Jahre lang seine Heimspiele austrug. Unter anderem trat die Mannschaft im Stadion zu Spielen in der Allsvenskan an. Heute nutzt Kalmar AIK das Stadion.

## Hintergrund
Frediksskans IP wurde 1910 eingeweiht. Das Stadion bietet derzeit 8.973 Zuschauern Platz, 4.223 auf Sitzplätzen, die restlichen 4.750 Plätze sind Stehplätze. Der Zuschauerrekord von 15.243 Zuschauern wurde 1949 bei einem Spiel gegen Malmö FF aufgestellt. In der Spielzeit 2008 gewann der Kalmar FF die Meisterschaft und erhielt im Stadion den Lennart-Johansson-Pokal für den Titelgewinn. Im März des folgenden Jahres holte sich der Klub durch ein Tor von Daniel Mendes zudem mit einem 1:0-Erfolg über den IFK Göteborg den Supercupen.
Kalmar FF plante unter dem Titel „Kalmar Arena“ den Bau eines neuen, reinen Fußballstadions für bis zu 12.000 Zuschauer. Die ursprünglich veranschlagten Kosten von 170 Millionen schwedischen Kronen wollen sich die Stadt Kalmar und der Verein teilen. Nach langen Rechtsstreitigkeiten, die den Bau verzögerten und eine Verteuerung auf zirka 250 Millionen Kronen zur Folge hatten, begann im Dezember der Bau des neuen Stadions. Im Juni 2010 erhielt dieses aufgrund einer Sponsorvereinbarung den Namen Guldfågeln Arena und löste nach Ende der Erstliga-Spielzeit 2010 das alte Stadion als Heimspielstätte des Kalmar FF ab.